# جمعي فاميلي 2
السيتكوم جمعي فاميلي 2 يأتي تكملة لنسخته الأولى التي لاقت اعجاب وإقبال كبير على مشاهدتها، حيث يصور جعفر قاسم من خلال هذا السيتكوم المواقف والطرائف التي تحدث للعائلة المكونة من كل الاب «الجمعي»، الام «مريم»، الابن «رزقي أو أرسطو»، الابن الأوسط «سامي»، الابنة «سارة» والابنة الصغرى «وسام»... بالإضافة إلى العمة التونسية «سكينة»، الخال «بيدرو» واخت الجدة المتوفاة «خالتي بوعلام» وستتميز النسخة بالخروج عن ديكور البيت والتوسع أكثر بإضافة المقهى فنجد من خارج العائلة «عزوز القهواجي» الذي يتسبب في خلق المشاكل للجميع ويتدخل فيما لايعنيه مما أضاف على المسلسل طابعا فكاهيا خاصا. كما ستشهد النسخة الثانية مشاركة خاطفة لعديد الوجوه المعروفـة والجديدة على ساحة الجزائرية.
- شركة الإنتاج: SD BOX
- سنة الإنتاج: 2009
- النوع: سيتكوم (فكاهة)
- إخراج: جعفر قاسم
- مدير التصوير: Frederique Derrien
- سيناريو: جعفر قاسم وأسامة بن حسين
- حوار: محمد شرشال
- عدد الحلقات: 17 حلقة

## الممثلون
- صالح أوقروت: في دور الجمعي
- سميرة صحراوي: في دور مريم
- بشرى عقبي: في دور سارة
- محمد بوشايب: في دور رزقي/أرسطو
- فريدة كريم: في دور خالتي بوعلام
- عثمان داود: في دور بيدرو/بدر الدين
- وسام بوعلام: في دور وسام
- عزالدين بوشايب: في دور سامي
- كوثر الباردي: في دور سكينة
- بلاحة مزياني: في دور قادة
- كمال بوعكاز: في دور عزوز

### ضيوف الحلقات
- حكيم زلوم: في دور معمر
- عزالدين بورغدة: في دور سي لعربي
- حميد عميروش Colonel
- أمين دهام: في دور الزوبير
- نبيل عسلي: في دور أفلاطون
- جمال بوناب: في دور L'Expert
- إسماعيل بن صديق: في دور مهند
- رزيقة فرحان: في دور نور
- عبد المجيد بن بلال: في دور باراكودة
- محمد بسام: في دور المنتج المصري
- حسن عزازنة: في دور رمضان
- مروان منيع: في دور حكيم
- زهير قاسم: في دور سالم
- عبد القادر شاعو: في دور المريض
- هوارية: في دور هوارية زوجة قادة
- عبد الرحمان زواوي: في دور صديق المير

## طالع أيضًا
- جمعي فاميلي
- جمعي فاميلي 3